# Siemion Szabalin
Siemion Iwanowicz Szabalin (ros. Семён Ива́нович Шаба́лин, ur. 1898, zm. 1961) – radziecki działacz partyjny, państwowy i wojskowy.

## Życiorys
W latach 1917–1918 służył w rosyjskiej armii, 1918 został członkiem RKP(b), później pracował w Przedstawicielstwie Handlowym ZSRR w Iranie. Od 1930 uczył się w Instytucie Czerwonej Profesury, potem był instruktorem KC WKP(b), sekretarzem Komitetu Obwodowego WKP(b) w Jarosławiu i do października 1938 sekretarzem Ussuryjskiego Komitetu Obwodowego WKP(b), uczył się w Wyższej Szkole Partyjnych Organizatorów przy KC WKP(b). Od 20 października 1938 do czerwca 1939 był przewodniczącym Komitetu Organizacyjnego Prezydium Rady Najwyższej RFSRR na Kraj Nadmorski, od 1940 zastępcą przewodniczącego Państwowej Komisji Planowania przy Radzie Komisarzy Ludowych RFSRR, od 2 lipca do 30 września 1942 członkiem Rady Wojennej Frontu Briańskiego w stopniu komisarza pułkowego, a od 24 lipca 1942 komisarza brygadowego. Później był członkiem Rady Wojennej Frontu Wołchowskiego i zastępcą dowódcy Frontu Wołchowskiego ds. Tyłów, od 6 grudnia 1942 w stopniu generała majora służby intendenckiej. W 1944 był członkiem Rady Wojennej 2 Frontu Nadbałtyckiego ds. Tyłów, od 16 lipca do 27 grudnia 1945 zastępcą pomocnika Głównodowodzącego Radzieckiej Administracji Wojskowej w Niemczech ds. Zagadnień Ekonomicznych i jednocześnie od 16 lipca do 25 grudnia 1945 szefem Zarządu Ekonomicznego Radzieckiej Administracji Wojskowej w Niemczech. 29 lipca 1944 został odznaczony Orderem Bohdana Chmielnickiego I klasy.